# Söğütköy
Söğütköy ist ein Dorf im Landkreis Çardak der türkischen Provinz Denizli. Söğütköy liegt etwa 67 km südöstlich der Provinzhauptstadt Denizli und 25 km südwestlich von Çardak. Söğütköy hatte laut der letzten Volkszählung 1.138 Einwohner (Stand Ende Dezember 2010).